# Kleinia anteuphorbium
K. anteuphorbium es una compuesta distribuida por Marruecos, asociada normalmente a tabaibales y cardonales.